# Gopo pentru cea mai bună actriță în rol secundar
Gopo pentru cea mai bună actriță în rol secundar este un premiu acordat în cadrul galei Premiilor Gopo.
Câștigătoarele și nominalizatele acestei categorii sunt:

## Anii 2000
- 2007 — Cătălina Murgea - Legături bolnăvicioase pentru rolul Doamna Beneș
  - Aura Călărașu - Ryna pentru rolul Mama Rynei
  - Carmen Ungureanu - Cum mi-am petrecut sfârșitul lumii pentru rolul Maria (Mama Evei)

- 2008 — Laura Vasiliu - 4 luni, 3 săptămâni și 2 zile pentru rolul Găbița
  - Luminița Gheorghiu - 4 luni, 3 săptămâni și 2 zile pentru rolul Doamna Radu

- 2009 — Ioana Bulcă - Restul e tăcere pentru rolul Aristizza
  - Victoria Cociaș - Cocoșul decapitat pentru rolul Mutter Goldschmidt/Mama lui Felix
  - Aliona Munteanu - Schimb valutar pentru rolul Lili
  - Mirela Zeța - Restul e tăcere pentru rolul Emilia

## Anii 2010
- 2010 — Luminița Gheorghiu - Francesca pentru rolul Ana
  - Diana Cavallioti - Întâlniri încrucișate pentru rolul Ana
  - Tania Popa - Amintiri din Epoca de Aur pentru rolul Camelia
  - Violeta Haret-Popa - Cea mai fericită fată din lume pentru rolul Dna. Frățilă

- 2011 — Clara Vodă - Eu când vreau să fluier, fluier pentru rolul Mama
  - Camelia Zorlescu - Medalia de onoare pentru rolul Nina
  - Elvira Rîmbu - Morgen pentru rolul Florica
  - Ileana Cernat - Felicia, înainte de toate pentru rolul Dna. Mateescu
  - Iulia Lumânare - Caravana cinematografică pentru rolul Corina

- 2012 — Ioana Flora – Periferic pentru rolul Lavinia
  - Catrinel Dumitrescu – Aurora pentru rolul dna.Livinski
  - Gabriela Popescu – Din dragoste cu cele mai bune intenții pentru rolul "vecina de pat"
  - Simona Stoicescu – Dacă bobul nu moare pentru rolul Nora
  - Valeria Seciu – Aurora pentru rolul maiorului Pușa

- 2013 — Mihaela Sîrbu  – Toată lumea din familia noastră pentru rolul Otilia
  - Alina Berzunțeanu  – Despre oameni și melci pentru rolul Carmen
  - Ozana Oancea  – Visul lui Adalbert pentru rolul Lidia Spătaru
  - Tamara Buciuceanu-Botez  – Toată lumea din familia noastră pentru rolul Coca

- 2014 — Ilinca Goia  – Poziția copilului pentru rolul Carmen
  - Mihaela Sîrbu  – Când se lasă seara peste București sau Metabolism pentru rolul Magda
  - Clara Vodă  – Domestic pentru rolul doamna Lazăr
  - Ela Ionescu  – La limita de jos a cerului pentru rolul Maria
  - Valeria Seciu  – Roxanne pentru rolul mama lui Tavi

- 2015 — Alina Berzunțeanu  – Q.E.D. pentru rolul Valeria Amohnoaiei
  - Iulia Ciochină  – Love Bus – Cinci povești de dragoste din București pentru rolul Flori
  - Monica Ghiuță  – O poveste de dragoste, Lindenfeld pentru rolul Irma
  - Tora Vasilescu  – Q.E.D. pentru rolul mama lui Sorin Pârvu
  - Alina Chivulescu  – #Selfie pentru rolul Ceci

- 2016 — Mihaela Sîrbu  – Aferim! pentru rolul Sultana
  - Tatiana Iekel  – Un etaj mai jos pentru rolul Doamna Pătrașcu
  - Dorina Lazăr  – București NonStop pentru rolul Bătrâna
  - Olimpia Melinte  – București NonStop pentru rolul Jeni
  - Mirela Oprișor  – Acasă la tata pentru rolul Mia

- 2017 — Ana Ciontea  – Sieranevada pentru rolul Tanti Ofelia
  - Cătălina Moga  – Sieranevada pentru rolul Laura
  - Judith State  – Sieranevada pentru rolul Sandra
  - Tatiana Iekel  – Sieranevada pentru rolul Tanti Evelina
  - Viorica Geantă Chelbea  – Miracolul din Tekir pentru rolul Mătăsica

- 2018 — Diana Spătărescu  – Fixeur pentru rolul Anca Rășcanu
  - Carmen Tănase  – Ana, mon amour pentru rolul mama lui Toma
  - Simona Bondoc  – Aniversarea pentru rolul Valeria
  - Rodica Lazăr  – Hawaii pentru rolul Viorica
  - Ana Ciontea  – Marița pentru rolul Maria

- 2019 — Iulia Lumânare  – Pororoca
  - Ofelia Popii  – Moon Hotel Kabul
  - Rodica Negrea  – Moon Hotel Kabul
  - Dana Dogaru  – Moromeții 2
  - Oana Pellea  – Moromeții 2

## Anii 2020
- 2020 — Rodica Lazăr  – La Gomera
  - Coca Bloos  – Zavera
  - Hanna Hofmann  – Nu mă atinge-mă
  - Julieta Szönyi  – La Gomera
  - Mădălina Craiu  – Mo

- 2021 — Elvira Deatcu  – 5 Minute
  - Ana Radu  – 5 Minute
  - Anca Pop  – Ivana cea Groaznică
  - Ioana Iacob  – Tipografic Majuscul

- 2022 — Ioana Flora  – Otto barbarul
  - Ioana Bugarin  – Otto barbarul
  - Maria Junghiețu  – Berliner
  - Maria Popistașu  – Mia își ratează răzbunarea
  - Rodica Mandache  – Luca

- 2023 — Ofelia Popii  – rolul Nicoleta din Om câine
  - Ilona Brezoianu  – rolul Channel din Imaculat
  - Emilia Popescu  – rolul Dr. Avram din Marocco
  - Crina Semciuc  – rolul Cristina din Oameni de treabă
  - Simona Popescu  – rolul Simona din Om câine

- 2024 — Maria Popistașu  – rolul Ilinca din Taximetriști
  - Coca Bloos  – rolul Vecina din Încă două lozuri
  - Mirela Oprișor  – rolul Stela din Libertate
  - Otilia Panainte  – rolul Macri Ioana Elisabeta din MMXX
  - Dorina Lazăr  – rolul Angela Coman din Nu aștepta prea mult de la sfârșitul lumii

- 2025 — Alina Berzunțeanu  – rolul Simona Petrescu din Trei kilometri până la capătul lumii
  - Nicoleta Lefter  – rolul Pia din Captura
  - Ana Ciontea  – rolul Valeria Binder din Familiar
  - Angelina Pavel  – rolul Stela din Horia
  - Mara Bugarin  – rolul Aurora Cornu din Moromeții 3